# Паерле, Георг
Ганс Георг Па́ерле (нем. Hans Georg Peyerle) — немецкий купец из Аугсбурга, оставивший оригинальные записки о пребывании в Москве в Смутное время (1606—1608).

## Биография
О Паерле известно лишь то, что он был родом из Нюрнберга или из Аугсбурга, получив там, судя по всему, некоторое образование и, вероятно, унаследовав торговое дело своего отца. В 1605 году его пригласил, по его собственным словам, в Россию, вместе с двумя другими аугсбургскими купцами, Андреасом Натаном и Бернгардом Манлихом, личный секретарь Лжедмитрия I Ян Бучинский, поручивший немцам доставить необходимые товары и съестные припасы для свадьбы царя с Мариной Мнишек. 
В мае 1606 года Паерле прибыл в Москву из Кракова, поселившись вместе со своими компаньонами в доме Бучинского. Во время беспорядков в русской столице, связанных с восстанием против Лжедмитрия, его жизнь, как и жизнь других иноземцев, оказалась под угрозой. Паерле спрятался в доме, занимаемом польским посольством, но вместе с остальными был арестован и 18 месяцев пробыл в плену у русских, лишившись всех своих товаров. Свободу он получил только в августе 1608 года, после заключения мира между Василием Шуйским и Сигизмундом III.
Пребывая в московском плену, Паерле делал, вероятно, дневниковые записи, которые дополнял устными рассказами своих товарищей по несчастью поляков. По возвращении на родину, он написал на их основе историческое сочинение о Лжедмитрии, впервые напечатанное около 1610 года на немецком языке. Полное название его: «Описание путешествия Ганса Георга Паерле, уроженца аугсбургского, с господами Андреасом Натаном и Бернгардом Манлихом младшим, из Кракова в Москву и из Москвы в Краков, с 19 марта 1606 года по 15 декабря 1608 года» (нем. Beschreibung der moscowitterischen rayse, welche ich Hans Georg Peyerle von Augsburg mit hernn Andreasen Nathan und Matheo Bernhardt Manlichen denn jungern ady 19 martue aj 1606 von Сrасhaw aus, angefangen, und was wir wahrhafftiges gehoert, gesehen und erfahren, alles aufs khuerzest beshriben, bis zue vnserer, gottlob, wider dahirr ankunft den 15 decembris anno 1608). 
Книга Паерле состоит из двух частей: в первой излагается история Дмитрия Самозванца, включая его мнимое спасение от смерти в Угличе, во второй описывается пребывание автора в России, в частности, вспыхнувшие в Москве беспорядки, убийство царя, арест польских послов и купцов-немцев, а также подробности пребывания последних в заключении. Большую историческую ценность представляет последняя часть, в которой автор выступает в качестве непосредственного свидетеля описываемых событий в Москве, особенно в период восстания под руководством Ивана Болотникова. 
Не обладая ни тонким, наблюдательным умом, подобно Жаку Маржерету, ни глубоким образованием, подобно Петру Петрею, ни военным или дипломатическим опытом, подобно Конраду Буссову и Исааку Массе, Паерле оставил историкам бесхитростные свидетельства очевидца, с поправкой на превратные суждения о русских, вызванные личными обидами и убытками, понесёнными в Москве. В частности, называя «карой господней» Великий голод, охвативший Россию в 1601—1603 годах, он приводит отсутствующие у прочих авторов колоритные подробности свержения Самозванца, тело которого извлечено было московитами из могилы, сожжено и заряжено в пушку, из которой те выстрелили в сторону Запада, откуда явился убитый правитель. Отзывы Петрея об Иване IV Грозном, которого он сравнивает с Калигулой, Нероном и Гелиогабалом, а также обвинения Годунова в подготовке убийства царевича Дмитрия, объясняются очевидным недостатком источников и влиянием польских покровителей, в первую очередь Бучинского и царского тестя Ежи Мнишека.
Исследователями отмечались приведённые Паерле подробности похода Самозванца в Россию, ряд которых перекликаются с таким источником, как «Дневная записка пути Лжедмитрия I в Москву», а также сообщения о въезде в Москву Марины, свадебных пирах и восстании народа, подстрекаемого Василием Шуйским и его сторонниками. Не лишены интереса и его сообщения о политике нового царя Василия, вызвавшей новое народное возмущение. Интересно, что Паерле, в отличие от своих современников-иностранцев, считал Лжедмитрия I истинным царевичем, сыном Ивана Грозного.
Оригинальная рукопись «Описания путешествия» Паерле не сохранилась, известно лишь два поздних списка XVII века, хранящихся в Библиотеке герцога Августа в Вольфенбюттеле (Нижняя Саксония). В конце XVIII века с одной из этих рукописей была снята копия, хранившаяся в Санкт-Петербурге в Румянцевском музее, которой пользовался в своей «Истории государства Российского» Н. М. Карамзин.
В русском переводе сочинение Паерле впервые было издано в сборнике «Сказания современников о Дмитрии Самозванце» (СПб., 1831—1834; том II) историком Н. Г. Устряловым, оставившим без изменений все фактологические неточности и личные оценки автора, но сопроводившим его текст публикацией нескольких важных исторических документов, относящихся к правлению Лжедмитрия. Комментированный английский перевод сочинения Паерле, подготовленный канадским историком-славистом Джорджем Эдвардом Орхардом, профессором Летбриджского университета (Альберта), увидел свет в 1997 году в Мюнстере, в пятом томе «Трудов по восточноевропейской истории».

## Издания
- Hans Georg Peyerle. Journey to Moscow. Beschreibung der moßcouitterischen Rayß, welche ich Hanns Georg Peyerle von Augspurg mit herrn Andreasen Nathan und Matheo Bernhardt Manlichen dem Jüngern. Edited, translated and annotated by George Edward Orchard. — Münster: LIT Verlag, 1997. — xii, 168 s. — (Arbeiten zur Geschichte Osteuropas, 5). — ISBN 978-3-8258-3415-9.
- Записки Георга Паерле о путешествии его из Кракова в Москву и из Москвы в Краков с 19 марта 1606 года по 15 декабря 1608 года // Марко Фоскарино. Донесение о Московии. Аксель Гюльденстиерне. Путешествие герцога Ганса Шлезвиг-Голштинского в Россию. Томас Смит. Путешествие и пребывание в России. Георг Паерле. Записки Георга Паерле / Подг. текстов А. И. Цепкова. — Рязань: Александрия, 2009. — С. 273—364. — (Источники истории). — ISBN 5-94460-036-5.